# Löwenstedter Sandberge
Löwenstedter Sandberge este o arie protejată (arie specială de conservare — SAC, sit de importanță comunitară — SCI) din Germania întinsă pe o suprafață de 21 ha, integral pe uscat.

## Localizare
Centrul sitului Löwenstedter Sandberge este situat la coordonatele 54°37′43″N 9°09′04″E / 54.6286°N 9.1511°E.

## Înființare
Situl Löwenstedter Sandberge a fost declarat sit de importanță comunitară în august 2000 pentru a proteja 1 specie de animale. Situl a fost protejat și ca arie specială de conservare în ianuarie 2010.

## Biodiversitate
Situată în ecoregiunea atlantică, aria protejată conține 6 habitate naturale: Ape stătătoare oligotrofe până la mezotrofe, cu vegetație de Littorelletea uniflorae și/sau de Isoëto-Nanojuncetea, Pajiști umede nord-atlantice cu Erica tetralix, Pajiști uscate europene, Formațiuni de Juniperus communis pe lande sau pajiști calcaroase, Formațiuni ierboase bogate în specii de Nardus, dezvoltate pe substraturi silicioase în zone montane (și în zone submontane, în Europa continentală), Mlaștini turboase de tranziție și turbării mișcătoare.
La baza desemnării sitului se află o specie protejată de  nevertebrate: fluturele auriu (Euphydryas aurinia)
Pe lângă speciile protejate, pe teritoriul sitului au mai fost identificate 1 specie de amfibieni, 1 specie de reptile.